# Ferdo Kovačević
Ferdo Kovačević (Zagreb, 10. travnja 1870. – Zagreb, 1. rujna 1927.), hrvatski slikar. Rodom je iz Smiljana. Sin je pionira hrvatske telegrafije Ferdinanda Kovačevića.
U Zagrebu je sudjelovao u dekoriranju zgrade Odjela za bogoštovanje i nastavu te Sveučilišne i nacionalne biblioteke. Suosnivač je Društva hrvatskih umjetnika. S Bukovčevim krugom je izlagao u Zagrebu 1894. i 1898. godina na Hrvatskom salonu, te u Parizu, Pragu, Beogradu i Sofiji. Sudjelovao je na izložbama Lade i Hrvatskoga društva umjetnosti.

## Galerija djela
- Alegorija, u Hrvatskom institutu za povijest u Zagrebu